# Южный тунец
Южный тунец (лат. Allothunnus fallai) — вид лучепёрых рыб семейства скумбриевых, единственный представитель рода Allothunnus. Максимальная зарегистрированная длина 105 см. Обитают во всех океанах между 20° и 50° ю. ш. Питаются зоопланктоном, головоногими и мелкими рыбами. Ценная промысловая рыба.

## Ареал
Эти пелагические и океанодромные рыбы встречаются в южном полушарии, в субтропических и тропических водах Индийского, Атлантического и Тихого океанов, а также у берегов Калифорнии. Молодь попадается между 20—35° ю. ш. у поверхности воды температурой 19—24° C. Южные тунцы держатся в приповерхностном слое и не опускаются на глубину ниже 20 м. По мере роста они перемещаются в более высокие широты, где температура воды ниже.

## Биология
Питаются зоопланктоном, кальмарами, ракообразными и мелкими рыбами. Достигают половой зрелости при длине 71,5 см. Южные тунцы иногда образуют стаи с другими рыбами. 

## Описание
Максимальный размер рыбы составляет 105 см. Максимальная зарегистрированная масса 13,7 кг. У южных тунцов веретеновидное плотное тело, округлое в поперечнике. Зубы мелкие, конические, по 40—55 зубов по обе стороны на верхней и нижней челюсти. На первой жаберной дуге расположено 70—80 тычинок, больше, чем у прочих скумбриевых. Имеется 2 спинных плавника. В первом спинном плавнике 15—18 колючих лучей, а во втором 12—13 мягких лучей. Позади второго спинного и анального плавников пролегает ряд из 6—7 мелких плавничков. Грудные плавники короткие. Между брюшными плавниками имеется небольшой единичный выступ, расщеплённый надвое. Грудные плавники образованы 24—26 лучами. В анальном плавнике 13—14 мягких лучей. По бокам хвостового стебля имеется по одному длинному медиальному килю и 2 небольших киля по обе стороны от них ближе к хвостовому плавнику. Количество позвонков 40, из которых 40 в хвостовом отделе позвоночника. Вентральная поверхность тела позади хорошо развитого панциря в передней части, образованного крупными чешуями, лишена чешуи. Дорсальная поверхность покрыта чешуёй вплоть до боковой линии. Плавательный пузырь отсутствует. Спина синеватого цвета, который переходит в тёмно-фиолетовый и почти чёрный на голове. Нижняя сторона тела и брюхо белые без пятен и полос. Брюшные и грудные плавники фиолетовые, внешний край чёрный.

## Взаимодействие с человеком
Являются объектом коммерческого промысла. Поступают на рынок в основном в свежем и копчёном виде, также служат сырьём для производства консервов. У южных тунцов вкусное мясо, которое  по цвету светлее и жирнее, чем у прочих тунцов. Эти рыбы попадаются в качестве прилова в ходе промысла австралийского тунца с помощью ярусов и кошельковых неводов. Представляют интерес для рыболовов-любителей. Максимальная масса трофейной рыбы 11,9 кг. Международный союз охраны природы оценил охранный статус вида как «Вызывающий наименьшие опасения».